# Oliver Platt
Pour l’article homonyme, voir Platt.
Oliver Platt, né le 12 janvier 1960 à Windsor, en Ontario, au Canada, est un acteur, humoriste et producteur canado-américain.

## Biographie
Oliver James Platt est né le 12 janvier 1960 à Windsor, en Ontario, au (Canada). Ses parents sont Sheila Maynard, une travailleuse sociale et Nicholas Platt, un diplomate américain.
Il a deux frères, Adam Platt et Nicholas Jr Platt.
Il a étudié à l'Université Tufts.

### Vie privée
Il est marié depuis 1992 à Mary Camilla Bonsal Campbell. Ils ont trois enfants : Lily, née en 1995, George, né en 1997 et Claire Platt, née en 1999.

## Filmographie

### Cinéma
- 1988 : Veuve mais pas trop (Married to the Mob) de Jonathan Demme : Ed Benitez
- 1988 : Working Girl de Mike Nichols : Lutz
- 1989 : Crusoe de Caleb Deschanel : Mr Newby
- 1990 : L'Expérience interdite (Flatliners) de Joel Schumacher : Randy Steckle
- 1990 : Bons Baisers d'Hollywood (Postcards from the Edge) de Mike Nichols : Neil Bleene
- 1992 : Beethoven de Brian Levant : Harvey
- 1992 : La Nuit du défi (Diggstown) de Michael Ritchie : Fitz
- 1993 : Meurtre par intérim (The Temp) de Tom Holland : Jack Hartsell
- 1993 : Proposition indécente (Indecent Proposal) d'Adrian Lyne : Jeremy
- 1993 : Benny and Joon de Jeremiah S. Chechik : Eric
- 1993 : Les Trois Mousquetaires (The Three Musketeers) de Stephen Herek : Porthos
- 1995 : Les Légendes de l'Ouest (Tall Tale) de Jeremiah S. Chechik : Paul Bunyan
- 1995 : Les Drôles de Blackpool (Funny Bones) de Peter Chelsom : Tommy Fawkes
- 1996 : Ultime Décision (Executive Decision) de Stuart Baird : Dennis Cahill
- 1996 : Le Droit de tuer ? (A Time to Kill) de Joel Schumacher : Harry Rex Vonner
- 1997 : Bean de Mel Smith : L'homme dans le train fantôme
- 1998 : La Courtisane (Dangerous Beauty) de Marshall Herskovitz : Maffio Venier
- 1998 : Bulworth de Warren Beatty : Dennis Murphy
- 1998 : Les Imposteurs (The Impostors) de Stanley Tucci : Maurice
- 1998 : Docteur Doolittle (Doctor Dolittle) de Betty Thomas : Dr Mark Weller
- 1998 : Simon Birch de Mark Steven Johnson : Ben Goodrich
- 1999 : Lake Placid de Steve Miner : Hector Cyr
- 1999 : Un de trop (Three to Tango) de Damon Santostefano : Peter Steinberg
- 1999 : L'Homme bicentenaire (Bicentennial Man) de Chris Columbus : Rupert Burns
- 2000 : Mafia parano (Gun Shy) d'Eric Blakeney: Fulvio Nesstra
- 2000 : Ready to Rumble de Brian Robbins : Jimmy King
- 2001 : Pas un mot (Don't Say a Word) de Gary Fleder : Dr Louis Sachs
- 2002 : Appel au meurtre (Liberty Stands Still) de Kari Skogland : Victor Wallace
- 2002 : The Robbery (Zig Zag) de David S. Goyer : Toad
- 2002 : Ash Wednesday: Le mercredi des Cendres d'Edward Burns : Moran
- 2003 : Pieces of April de Peter Hedges : Jim Burns
- 2003 : Hope Springs de Mark Herman : Doug Reed
- 2004 : Dr Kinsey (Kinsey) de Bill Condon : Herman Wells
- 2005 : Loverboy de Kevin Bacon : Mr Pomeroy
- 2005 : Faux Amis (The Ice Harvest) d'Harold Ramis : Pete Van Heuten
- 2005 : Casanova de Lasse Hallström : Lord Papprizzio
- 2007 : The Ten de David Wain : Marc Jacobson
- 2007 : Un enfant pas comme les autres (Martian Child) de David Gerrold : Jeff
- 2008 : Frost/Nixon : L'Heure de vérité (Frost/Nixon) de Ron Howard : Bob Zelnick
- 2009 : L'An 1 : Des débuts difficiles (Year One) d'Harold Ramis : Grand Prêtre
- 2009 : 2012 de Roland Emmerich : Carl Anheuser
- 2010 : La Beauté du geste (Please Give) de Nicole Holofcener : Alex
- 2010 : Love, et autres drogues (Love and Other Drugs) d'Edward Zwick : Bruce Winston
- 2011 : X-Men : Le Commencement (X-Men : First Class) de Matthew Vaughn : L'agent de la CIA
- 2012 : Chinese Zodiac (Shí-èr Shēngxiāo CZ12) de Jackie Chan : Lawrence Morgan
- 2013 : Ginger and Rosa de Sally Potter : Mark II
- 2013 : Lucky Them de Megan Griffiths : Giles
- 2013 : Gods Behaving Badly de Marc Turtletaub : Apollon
- 2013 : Legends of Oz : Dorothy's Return de Will Finn et Dan St. Pierre : Wiser le hibou (voix)
- 2013 : Le Conte de la princesse Kaguya (Kaguya-hime no monogatari) d'Isao Takahata : Lord Minster (voix anglaise)
- 2014 : Chef de Jon Favreau : Ramsey Michel
- 2014 : Hell Town (Cut Bank) de Matt Shakman : Joe Barrett
- 2014 : Secret d'Etat (Kill the Messenger) de Michael Cuesta : Jerry Ceppos
- 2014 : Un foutu conte de Noël (A Merry Friggin' Christmas) de Tristram Shapeero : Le père Noël
- 2015 : One More Time de Robert Edwards : Alan
- 2015 : Frank and Cindy de G.J. Echternkamp : Frank
- 2016 : Oppression (Shut In) de Farren Blackburn : Dr Wilson
- 2016 : La Neuvième Vie de Louis Drax (The 9th Life of Louis Drax) d'Alexandre Aja : Dr Perez
- 2016 : L'Exception à la règle (Rules Don't Apply) de Warren Beatty : Forester
- 2016 : The Master Cleanse de Bobby Miller : Ken Roberts
- 2016 : The Ticket d'Ido Fluk : Bob
- 2017 : My Wonder Women (Professor Marston and The Wonder Women) d'Angela Robinson : M. C. Gaines
- 2020 : Je veux juste en finir (I'm Thinking of Ending Things) de Charlie Kaufman : La voix
- 2022 : Emperor de Lee Tamahori : Pape Clément VII

### Télévision

#### Séries télévisées
- 1987 : Equalizer : Norm Jameson
- 1988 : Deux Flics à Miami (Miami Vice) : Speed Stiles
- 1990 : Un flic dans la mafia (Wiseguy) : Sy Brenner
- 2000 : Les Contes de la crypte (Tales from the Crypt) : David Goodson (voix)
- 2000 - 2001 : Deadline : Wallace Benton
- 2001 / 2005 : À la Maison-Blanche (The West Wing) : Oliver Babish
- 2003 : Queens Supreme : Juge Jack Moran
- 2004 - 2006 : Huff : Russell Tupper
- 2007 : The Bronx Is Burning : George Steinbrenner
- 2007 - 2008 : Nip/Tuck : Freddy Prune
- 2009 - 2011 : Bored to Death : Richard Antrem
- 2010 - 2013 : The Big C : Paul Jamison
- 2014 : Fargo : Stavros Milos
- 2014 : Modern Family : Martin Sherman
- 2014 / 2017 : Princesse Sofia (Sofia the First) : Everburn (voix)
- 2015 : The Good Wife : R.D
- 2015 - 2016 : Chicago Police Department (Chicago P.D) : Dr Daniel Charles
- 2015 - 2017 : Chicago Fire : Dr Daniel Charles
- 2015 - présent : Chicago Med : Dr Daniel Charles
- 2017 : Chicago Justice : Dr Daniel Charles
- 2022 - 2023 : The Bear : Oncle Jimmy

#### Téléfilms
- 1995 : The Infiltrator de John Mackenzie : Yaron Svoray
- 2007 : The Thick of It de Christopher Guest : Malcolm Tucker
- 2015 : Bessie de Dee Rees : Carl Van Vechten

### Producteur
- 1996 : À table

### Jeu vidéo
- 2001 : SSX Tricky : Luther Dwayne Grady (voix)

## Voix françaises
En France, Daniel Lafourcade et Jean-Loup Horwitz sont les voix françaises régulières en alternance d'Oliver Platt. Denis Boileau l'a également doublé à cinq reprises.
Au Québec, il est principalement doublé par Marc Bellier.